# По стопам римлян 2024
6-й выпуск По стопам римлян — шоссейного тура по дорогам Болгарии. Гонка прошла с 31 августа по 1 сентября 2024 года в рамках Европейского тура UCI 2024 (категория 2.2). Победителем стал румынский велогонщик Алин Тоадер.

## Участники
В гонке приняло участие 15 команд.
| UCI Continental Teams (6)- Rad-Net Oßwald - Dukla Banská Bystrica - Team Novak - Team Novo Nordisk Development - P&S Metalltechnik Benotti - Epronex-Hungary Cycling Team Национальная сборная- Северная Македония Любительские, клубные или региональные команды (8)- Lotus Team - Gallina-Ecotek-Lucchini - NIPPO-EF-Martigues - Vitosha Cycling Team - Hemus Troyan - Levski-Nessebar Regional Team - IBT-Tripeak - Tzar Simeon Plovdiv |
| |

## Маршрут
Гонка состояла из двух этапов.
| Этап | Дата   | Маршрут         | type      | Длина (км) | Победитель       | Лидер генеральной классификации |
| ---- | ------ | --------------- | --------- | ---------- | ---------------- | ------------------------------- |
| 1    | 31 авг | Банско – Разлог | холмистый | 126,45     | Alin Toader      | Alin Toader                     |
| 2    | 1 сен  | Баня – Разлог   | холмистый | 134        | Albert Gathemann | Alin Toader                     |

## Ход гонки
Первый этап выиграл Алин Тоадер.
Альберт Гатеманн смог выиграть этап в заключительный день, а его товарищ по команде Доминик Робер сумел сохранить лидерство в промежуточной спринтерской классификации на финише.

## Лидеры классификаций
| Этап |           | Победитель _     | Генеральная классификация _ |
| ---- | --------- | ---------------- | --------------------------- |
| 1    | холмистый | Alin Toader      | Alin Toader                 |
| 2    | холмистый | Albert Gathemann | Alin Toader                 |
| Итог | Итог      |                  | Alin Toader                 |

## Итоговое положение
| \| Генеральная классификация \| Генеральная классификация \| Генеральная классификация \| Генеральная классификация \| Генеральная классификация \| \| Гонщик \| Гонщик \| Команда \| Время \| \| \| ------------------------- \| ------------------------- \| ------------------------- \| ------------------------- \| ------------------------- \| \| 1-й \| Alin Toader \| \| 5ч 29' 14 \| \| \| 2-й \| Yordan Petrov \| Hemus Troyan \| + 4 \| \| \| 3-й \| Mads Schulz Jørgensen \| IBT-Tripeak \| + 4 \| \| |                       |              |           |
| |                       |              |           |
| Источник: ProCyclingStats |                       |              |           |
| Генеральная классификация |                       |              |           |
| Гонщик | Гонщик                | Команда      | Время     |
| 1-й | Alin Toader           |              | 5ч 29' 14 |
| 2-й | Yordan Petrov         | Hemus Troyan | + 4       |
| 3-й | Mads Schulz Jørgensen | IBT-Tripeak  | + 4       |

| Молодёжная классификация | Молодёжная классификация | Молодёжная классификация | Молодёжная классификация | Молодёжная классификация |
| Гонщик                   | Гонщик                   | Команда                  | Время                    |                          |
| ------------------------ | ------------------------ | ------------------------ | ------------------------ | ------------------------ |
| 1-й                      | Alin Toader              |                          | 5ч 29' 14                |                          |
| 2-й                      | Yordan Petrov            | Hemus Troyan             | + 4                      |                          |
| 3-й                      | Mads Schulz Jørgensen    | IBT-Tripeak              | + 4                      |                          |

| Молодёжная классификация | Молодёжная классификация | Молодёжная классификация | Молодёжная классификация | Молодёжная классификация |
| Гонщик                   | Гонщик                   | Команда                  | Время                    |                          |
| ------------------------ | ------------------------ | ------------------------ | ------------------------ | ------------------------ |
| 1-й                      | Alin Toader              |                          | 5ч 29' 14                |                          |
| 2-й                      | Yordan Petrov            | Hemus Troyan             | + 4                      |                          |
| 3-й                      | Mads Schulz Jørgensen    | IBT-Tripeak              | + 4                      |                          |

| Горная классификация | Горная классификация | Горная классификация      | Горная классификация | Горная классификация |
| Гонщик               | Гонщик               | Команда                   | Очки                 |                      |
| -------------------- | -------------------- | ------------------------- | -------------------- | -------------------- |
| 1-й                  | Dimitar Jovanoski    | Novapor Speedbike         | 6 очков              |                      |
| 2-й                  | Тобиас Нольде        | P&S Metalltechnik Benotti | 5 очков              |                      |
| 3-й                  | Vincent John         | Rad-Net Oßwald            | 4 очков              |                      |

| Горная классификация | Горная классификация | Горная классификация      | Горная классификация | Горная классификация |
| Гонщик               | Гонщик               | Команда                   | Очки                 |                      |
| -------------------- | -------------------- | ------------------------- | -------------------- | -------------------- |
| 1-й                  | Dimitar Jovanoski    | Novapor Speedbike         | 6 очков              |                      |
| 2-й                  | Тобиас Нольде        | P&S Metalltechnik Benotti | 5 очков              |                      |
| 3-й                  | Vincent John         | Rad-Net Oßwald            | 4 очков              |                      |

| Командная классификация по времени | Командная классификация по времени | Командная классификация по времени | Командная классификация по времени |
| Команда                            | Команда                            | Время                              |                                    |
| ---------------------------------- | ---------------------------------- | ---------------------------------- | ---------------------------------- |
| 1-й                                | IBT-Tripeak                        | 16ч 28' 12                         |                                    |
| 2-й                                | Hemus Troyan                       | + 0                                |                                    |
| 3-й                                | P&S Metalltechnik Benotti          | + 0                                |                                    |

| Командная классификация по времени | Командная классификация по времени | Командная классификация по времени | Командная классификация по времени |
| Команда                            | Команда                            | Время                              |                                    |
| ---------------------------------- | ---------------------------------- | ---------------------------------- | ---------------------------------- |
| 1-й                                | IBT-Tripeak                        | 16ч 28' 12                         |                                    |
| 2-й                                | Hemus Troyan                       | + 0                                |                                    |
| 3-й                                | P&S Metalltechnik Benotti          | + 0                                |                                    |